# ماكس كوجير
ماكس كوجير (بالفرنسية: Max Kouguère)‏ مواليد 12 مارس 1987 في بانغي، هو لاعب كرة سلة من إفريقياالوسطي. بدأ مسيرته الاحترافية في سنة 2005. يلعب في الدوري الفرنسي لكرة السلة الدرجة الأولى. يحمل الرقم 22. يبلغ طوله 6 قدم 6 بوصة (2.0 م).

## المسيرة الاحترافية
لعب مع بي سي إم جرافيلين في الدوري الفرنسي من سنة 2007 إلى 2009، ثم لعب مع لو مان سارت باسكت في موسم 2011–2012، ثم لعب مع إس تي بي لو هافر في الدوري الفرنسي في موسم 2012–2013، ثم لعب مع باسكت مانريسا في الدوري الإسباني في موسم 2013–2014، ثم لعب مع أورليان لواريت في الدوري الفرنسي في موسم 2014–2015.

## روابط خارجية
- ماكس كوجير على موقع الاتحاد الدولي لكرة السلة (الإنجليزية)
- ماكس كوجير على موقع سبورتس رفرنس (الإنجليزية)
- ماكس كوجير على موقع الدوري الإسباني لكرة السلة (الإسبانية)
- ماكس كوجير على موقع كرة السلة الأوروبية.كوم (الإنجليزية)
- ماكس كوجير على موقع ريلجم (الإنجليزية)
- ماكس كوجير على موقع بروبوليرز (الإنجليزية)
- ماكس كوجير على موقع سبورتس رفرنس (الإنجليزية)